# José Maria Cavallero
José Maria Cavallero (* 14. September 1899 in Mercedes, Uruguay; † 29. Mai 1963) war Bischof von Minas.

## Leben
José Maria Cavallero empfing am 7. April 1928 das Sakrament der Priesterweihe.
Am 16. Juli 1952 ernannte ihn Papst Pius XII. zum Titularbischof von Uthina und bestellte ihn zum Weihbischof in Salto. Der Apostolische Nuntius in Uruguay, Erzbischof Alfredo Pacini, spendete ihm am 26. Oktober desselben Jahres die Bischofsweihe; Mitkonsekratoren waren der Erzbischof von Montevideo, Antonio María Barbieri OFMCap, und der Bischof von Salto, Alfredo Viola.
Am 20. Dezember 1955 ernannte ihn Pius XII. zum ersten Bischof von Melo. Papst Johannes XXIII. bestellte ihn am 9. Juli 1960 zum ersten Bischof von Minas.
José Maria Cavallero nahm an der ersten Sitzungsperiode des Zweiten Vatikanischen Konzils teil.